# 山东省传统村落列表
中国传统村落是由中华人民共和国住房和城乡建设部、文化和旅游部、国家文物局、财政部、自然资源部、农业农村部予以公布，目前已公布六批共8155个村落，其中山东省168个：第一批10个，第二批6个，第三批21个，第四批38个，第五批50个，第六批43个。（43）

## 济南市

### 章丘区
- 官庄街道：朱家峪村、东矾硫村、石匣村
- 普集街道：博平村、袭家村
- 文祖街道：三德范村、石子口村
- 相公庄街道：梭庄村

### 平阴县
- 洪范池镇东峪南崖村

### 长清区
- 归德街道双乳村

孝里街道方峪村、北黄崖村

### 莱芜区
- 茶业口镇：卧铺村、逯家岭村、中法山村、上王庄村、中茶业村、潘家崖村
- 和庄镇：马杓湾村、青石关村
- 雪野街道：吕祖泉村、娘娘庙村

### 历城区
- 柳埠街道石匣村

### 钢城区
- 颜庄街道澜头村

## 青岛市

### 崂山区
- 王哥庄街道青山渔村

### 即墨区
- 田横镇雄崖所村
- 金口镇凤凰村

### 平度市
- 田庄镇官庄村
- 店子镇茶山村

## 淄博市

### 周村区
- 王村镇：李家疃村、万家村
- 北郊镇大七村

### 淄川区
- 太河镇：梦泉村、上端士村、柏树村、永泉村、罗圈村、纱帽村、土泉村、鲁子峪村、池板村
- 昆仑镇张李村
- 洪山镇蒲家庄村
- 寨里镇南峪村
- 昆仑镇：磁村村、刘瓦村
- 罗村镇大窎桥村
- 西河镇田庄村

### 博山区
- 域城镇：黄连峪村、蝴蝶峪村、龙堂村、东流泉村、上恶石坞村、西流泉村、青龙湾村、镇门峪村
- 源泉镇南崮山北村

### 沂源县
- 燕崖镇姚南峪村

## 枣庄市

### 山亭区
- 山城街道兴隆庄村
- 北庄镇：双山涧村、洪门村
- 冯卯镇：独古城村、冯卯村、朱元村、付庄村
- 城头镇东岭村
- 西集镇伏里村
- 凫城镇：千佛崖村、王家湾村

### 滕州市
- 羊庄镇东辛庄村
- 柴胡店镇胡套老村

### 薛城区
- 陶庄镇前西仓村

## 潍坊市

### 寒亭区
- 寒亭街道西杨家埠村

### 青州市
- 王府街道井塘村
- 庙子镇黄鹿井村

### 昌邑市
- 龙池镇齐西村
- 卜庄镇夏店街村、姜泊村

## 泰安市

### 岱岳区
- 大汶口镇山西街村
- 道朗镇二奇楼村

### 东平县
- 接山镇朝阳庄村

### 肥城市
- 孙伯镇：五埠村、岈山村

## 威海市

### 荣成市
- 宁津街道：东楮岛村、东墩村、留村、马栏耩村、渠隔村
- 俚岛镇：大庄许家社区、东烟墩社区、烟墩角社区、东崮村
- 人和镇院夼村
- 港湾街道大鱼岛村
- 港西镇：小西村、巍巍村

### 文登市
- 高村镇万家村

### 乳山市
- 城区街道腾甲庄村
- 崖子镇大崮头村
- 诸往镇东尚山村
- 白沙滩镇焉家村

## 烟台市

### 招远市
- 辛庄镇：高家庄子村、大涝洼村、孟格庄村、徐家疃村
- 张星镇：徐家村、北栾家河村、川里林家村、丛家村、界沟姜家村、口后王家村、奶子场村、上院村、石棚村、段家洼村、仓口陈家村、宅科村
- 蚕庄镇山后冯家村

### 牟平区
- 姜格庄街道里口山村
- 龙泉镇河北崖村
- 莒格庄镇院下村

### 龙口市
- 徐福街道桑岛村
- 诸由观镇西河阳村
- 芦头镇：庵夼村、界沟张家村
- 黄山馆镇馆前后徐村

### 莱州市
- 程郭镇前武官村

### 栖霞市
- 苏家店镇后寨村

### 海阳市
- 郭城镇战场泊村

## 济宁市

### 邹城市
- 城前镇越峰村
- 石墙镇：上九山村、东深井村
- 香城镇石鼓墩村
- 田黄镇杨峪村

### 微山县
- 两城镇独山村

### 金乡县
- 羊山镇葛山村

### 嘉祥县
- 纸坊镇：马市村、商村、隋庄村、青山村、武翟山村

### 泗水县
- 泗张镇桃源村

### 梁山县
- 大路口乡贾堌堆村

## 临沂市

### 沂南县
- 马牧池乡常山庄村
- 铜井镇竹泉村
- 岸堤镇大峪庄村

### 沂水县
- 马站镇：关顶村、八大庄村
- 夏蔚镇：王庄村、云头峪村
- 泉庄镇：崮崖村、石棚村

### 平邑县
- 柏林镇李家石屋村
- 地方镇：九间棚村

### 费县
- 梁邱镇邵庄村
- 马庄镇西南峪村

### 临沭县
- 曹庄镇朱村

### 蒙山旅游区
- 柏林镇金三峪村

## 菏泽市

### 巨野县
- 核桃园镇：前王庄村、付庙村

## 日照市

### 莒县
- 东莞镇赵家石河村、门楼新村
- 桑园镇柏庄村
- 碁山镇长宁新村

### 五莲县
- 叩官镇兰陵新村

## 聊城市

### 临清市
- 魏湾镇镇中联合村

### 阳谷县
- 七级镇七级村

### 东阿县
- 刘集镇苫山新村